# Per le vie della città
Per le vie della città è un film del 1956 diretto da Luigi Giachino. Destinato prevalentemente a un pubblico per ragazzi, fu riedito nel 1963 col titolo Il satellite del buonumore.

## Trama
In un collegio un appassionato di cinema fa rivivere agli studenti alcuni famosi personaggi appartenenti alla storia del cinema comico muto.

## Produzione
Alcune sequenze del film furono girate a colori. Gli interni furono girati negli stabilimenti Icet-De Paolis di Milano.

## Distribuzione
La pellicola incassò relativamente poco: 12.000.000 di lire, e venne riedita nel 1963 col titolo Il satellite del buonumore.